# Władysław Kojder
Władysław Kojder, ps. „Trzaska” (ur. 14 kwietnia 1902 w Grzęsce, zm. 17 września 1945 w lesie łańcuckim) – polski działacz ruchu ludowego, polityk SL i PSL.

## Życiorys
Syn Tomasza i Anny Piestrak. Ojciec w latach 1906–1920 był wójtem w Grzęsce. Miał sześcioro rodzeństwa.
Uczęszczał do szkoły powszechnej w rodzinnej wsi (czteroklasowa). Edukację kontynuował na kursach rolniczych i spółdzielczych. Absolwent uniwersytetu wiejskiego w Szycach (1927-1928) oraz szkoły rolniczej w Pilźnie (1930), założyciel i wieloletni prezes Koła Młodzieży przy Małopolskim Towarzystwie Rolniczym w Grzęsce. Jeden z czołowych działaczy ZMW „Wici” na Podkarpaciu; prezes powiatowy i (1937–1939) ZMW w województwie lwowskim. W 1937 powiatowy prezes Stronnictwa Ludowego w Przeworsku; w tym roku na krótko aresztowany i osadzony w lwowskim więzieniu Brygidki za kierowanie strajkiem. Członek Rady Związku Spółdzielni Rolniczych i Zarobkowo-Gospodarczych RP we Lwowie. Inicjator budowy uniwersytetu ludowego w Gaci, organizator spółdzielni spożywców „Społem” w Grzęsce. Podczas okupacji niemieckiej działał w konspiracyjnym ruchu ludowym, m.in. przewodniczący Zarządu SL „Roch” na podokręg rzeszowski. Organizował konspiracyjny aparat partyjny oraz Bataliony Chłopskie i Ludową Straż Bezpieczeństwa. We wrześniu 1945 został wybrany na wiceprezesa krakowskiego okręgu Polskiego Stronnictwa Ludowego. Wkrótce został skrytobójczo zamordowany przez funkcjonariuszy UB. Pozostawił żonę Aurelię, działaczkę ruchu ludowego, i dwoje dzieci.
Jego syn Andrzej Kojder (1941-2021) był profesorem socjologii, pracował na Uniwersytecie Warszawskim.

## Upamiętnienie
Nazwisko Władysława Kojdera umieszczono w Panteonie Chłopów Polskich w sanktuarium w Kałkowie-Godowie.